# 黛執
黛 執（まゆずみ しゅう、1930年〈昭和5年〉3月27日 - 2020年〈令和2年〉10月21日）は、俳人。長女は俳人・黛まどか。神奈川県生まれ。明治大学専門部政治経済科卒業。俳人協会顧問、日本文藝家協会会員。

## 人物・来歴

### 「春燈」入会まで
神奈川県足柄下郡湯河原町に、父・完、母・フサヨの長男として生まれる。1936年4月、湯河原町立尋常高等小学校に入学。翌年に日中戦争が勃発。1942年4月、前年12月に起った太平洋戦争下、小田原商業学校に進学。1944年、14歳で横浜市・杉田の日本飛行機の工場に学徒勤労動員され、寮生活に入る。動員先で終戦を迎え、郷里に帰る。1946年、明治大学専門部政治経済科に入学するが、ほとんど大学へは行かず文芸書を乱読。1949年、卒業。東京M社に就職するも肺結核と父の借金返済のため退職し、郷里で家業を手伝いながら、鬱積の日々を過ごす。1951年、結核の治癒に伴い、家業（質屋）の継承を決意。この頃、郷里の仲間たちと語らってガリ刷の同人誌「西湘文学」を興す。登山の楽しさを知ったのもこの頃で、以来二十年以上にわたって北アルプスなどの山々を歩く。俳句との関わりも、この自然との接触が素地にあったからかと思う。その他スキー、ピアノ、ギター、油絵、篆刻などを多くの趣味を持った。
1957年、萩原官子と結婚。1960年、松尾邦之助（読売新聞論説主幹）を知り、その個人主義思想に共鳴、邦之助が主宰する「個の会」に参加、ここで作家・添田知道、詩人・北浦馨らと交る。1962年7月、長女の円（まどか）誕生。
1963年11月、「西湘文学」 のパトロンだったKが死去し、その葬儀の祭壇に掲げられてあった五所平之助（映画作家）の弔句に感動する。五所平之助の手ほどきで初めて俳句を作る。1965年、北浦馨らと「谺句会」を結成、毎月平之助の指導を仰ぐ。1965年4月、五所平之助の勧めで「春燈」入会、安住敦に師事する。6月、二女の満が誕生。

### 「あしがり」発行まで
1967年、東京の大手観光開発会社が湯河原から箱根までの一帯の道路を整備し、一大リゾート地にする計画を発表。これを阻止するため、7月に「湯河原の自然を守る会」を結成。湯河原町在住の小説家・山本有三、経済学者・沖中恒幸、憲法学者・我妻栄、文学者・綿貫哲雄の賛同を得て、自然保護運動を展開。町が所有する奥地の一体は既に企業に売却されていたため、数年間に亘り町と企業を相手に激しい闘いを繰り広げた。「明日の青空は見させない」などという脅しにも屈せず粘り強く県にも働きかけた結果、一帯の山は「神奈川県自然環境保全条例」の適用地区に指定され、ついに大規模開発は中止を余儀なくされた。今や湯河原の観光名所の一つとなっている幕山梅林の奥地の山である。
10月、オリオン出版社より辻潤の思想と生涯を論究した『ニヒリスト』（共著）を刊行。
1970年、小田原俳句協会に加入し、地方俳壇との交流ともつ。この中に佃悦夫、穂坂志朗らがいた。その縁によって藤田湘子、金尾梅の門、倉橋羊村らを知る。
1972年4月、父・完が死去。1973年、『春燈』4月号に「新年大会に出席して」を執筆。この頃に父の借金返済がようやく終わる。
1974年、『俳句』九月号に作品七句を発表。総合誌への初登場となる。超結社同人誌『晨』に参加。1975年、第3回「春燈賞」を受賞。俳人協会員に列する。春燈支部「西湘句会」を結成、グループ誌『あしがり』を発行。
1977年7月、母・フサヨが死去。墓碑建立。墓は分相応で且つあたたかいものがよいとして「黛家お墓」と刻む。

### 「春野」創刊まで
1978年、兄事する永作火童の強い慫慂で角川俳句賞に初めて応募した「田植前後」五十句が次席入選。大嶽青児と共に春燈の燈下集作家に推挙される。毎日新聞で飯田龍太が「大杉の真下を通る帰省かな」を今年度の秀作10句に選出、講評。なお、角川俳句賞には以降も応募を続けたが、5年連続次席という珍記録を残して撒退を決意する。
1980年、毎日新聞で飯田龍太が「身の中を日暮が通る西行忌」を今年度の秀作10句に選出、講評。1981年3月、第一句集『春野』を東京美術より刊行。「俳句研究」5月号に「五所平之助」を執筆。5月1日、五所平之助が死去。1984年、9月「春燈」勉強会を湯河原で開催。祭太鼓を披露。鈴木真砂女が「黛執太鼓もこなす秋まつり」を詠む。
1986年3月、第二句集『村道』を東京美術より刊行。1988年7月、師・安住敦が死去。
1992年4月、湯河原俳句協会会長に就任。以後五年にわたり地方俳句文化の進行と向上に尽力。特に、同会が主宰する春の俳句大会においては、実行委員長や選者を務めたほか、死去の半年前まで講師役を担った。
1993年2月、安住敦の妻の死去にともない「春燈」を退会。5月、周囲からの強い要請もあり、郷土グループ誌的なあり方であった『あしがり』誌を結社誌に改め主宰となる。10月、本格的な結社誌を目ざして『あしがり』を解体、新たに『春野』を創刊。創刊号の＜春野創刊記念特集＞に飯田龍太より祝稿「俳句に敵ったひと」を貰い感激する。藤田湘子・宇佐美魚目・大峯あきら・鈴木真砂女が作品、鈴木太郎が「春野」創刊に寄せて」を客稿。
1994年、『春野』6月号に黛まどかの角川俳句賞奨励賞受賞作品「B面の夏」（50句）掲載。

### 晩年まで
1995年8月、第三句集『朴ひらくころ』を角川書店より刊行。
1998年、「ネスカフェ・プレジデント」コーヒーの広告に長女まどかと登場。
2001年1月、歌舞伎座にて十代目坂東三津五郎の襲名披露興行を鑑賞。楽屋を見舞う。以来度々歌舞伎座へ足を運び歌舞伎を鑑賞。殊に三津五郎、勘三郎コンビの演目を好んだ。俳人協会新人賞選考委員（以後2年担当）。俳人協会評議員に就任。
2003年3月、第四句集『野面積』を本阿弥書店より刊行。創刊以来「春野」の支援者であった鈴木真砂女が死去。2004年、句集『野面積』により第43回俳人協会賞受賞。2009年1月、第五句集『畦の木』を角川SSコミュニケーションズより刊行。
2011年3月、春野自由が丘句会指導中に東日本大震災に遭い、帰宅困難の体験をする。この頃より脊柱管狭窄症を発症。湯河原厚生年金病院に治療のため入院。俳人協会名誉会員に推挙される。2012年4月、脊柱管狭窄症の検査で偶然胸部大動脈瘤が見つかる。7センチの巨大瘤で、偶然の発見がなかったら危険な状況だった。5月、東京慈恵会医科大学附属病院にてステントグラフト手術を受ける。『自註現代俳句シリーズ 黛執集』を俳句協会より刊行。
2013年11月、第六句集『煤柱』を角川学芸出版より刊行。2014年、『煤柱』が第48回蛇笏賞最終候補作品に選出される。
2015年、光村図書出版の教科書（小学校6年・2015年版。2015年から2019年まで使用教科書）に「ひとつづつ山暮れてゆく白露かな」が掲載される。3月、第19回西さがみ文芸展覧会にて特別展「湯河原が生んだ俳人父娘 黛執・黛まどか 展」開催。
同年7月、『春野』7月号をもって『春野』主宰を引退し名誉主宰となる。
2016年5月、第七句集『春の村』を角川文化振興財団より刊行。6月、長女まどかと3泊4日の出雲・奥出雲旅行をする。到着後すぐに脊柱管狭窄症の悪化でひどい腰痛に襲われ、途中地元のクリニックで注射を打ちながら車椅子で全行程巡りまどかに出雲を案内。帰宅してそのまま翌日から湯河原厚生年金病院に入院。11月、慈恵医大にて胸部大動脈瘤の2度目の手術を受ける。2017年8月、東京慈恵医科大学附属病院の術後定期健診にて大動脈瘤手術部のリークが見つかる。9月同院に緊急入院し、二度目の胸部大動脈瘤ステントグラフト手術を受ける。
2020年3月、第八句集『春がきて』を角川文化振興財団より刊行。同月、湯河原町幕山梅林公園に「梅ひらく一枝を水にさしのべて」の句碑建立、除幕式開催。
同年7月2日、腰部の激痛で小田原市の小林病院ペインクリニックに入院。コロナ禍のため家族も面会できず。同月13日、妻・官子が腰椎圧迫骨折のためJCO湯河原病院に入院。同月末、二人の容体急変を受け、長女・まどかの奔走で夫婦揃って築地の聖路加国際病院に転院。病院の計らいで、執の入院時にロビーにて5分ほど官子と再会。8月から9月にかけ、1日10句程新作を詠み、娘2人が口述を書きとる。軽みと新しみを追求し続け、「街の灯の身に入みながらともりけり」を得て大いに喜ぶ。官子は順調に快復しはじめるが、執は骨折の回復を待って行った検査により末期の進行癌が見つかる。10月1日、病名は告げぬまま退院、故郷・湯河原の自宅に帰る。その夜、娘たちと中秋の名月を愛でる。翌日、名月10句を詠み合う。10月3日、官子が退院し、執のためにリハビリ転院を止めて自宅に帰る。3週間程であったが、入院前の官子、まどかとの3人の生活に戻る。5日、官子の86歳の誕生日を祝う。6日、車で幕山公園へ。かつて自然保護活動を繰り広げ、開発から守り抜いた奥山を感慨深げに仰ぐ。自宅での療養中も目が覚めている間は精力的に俳句を詠み、死去の2日前の18日まで続け約200句を詠む。師・五所平之助の「挨拶のごとく生きよと秋ざくら」を度々口にし、安住敦と五所平之助から受けた恩情を述べる。日々折々に、訪問医療従事者や家族を支えてくれる隣人、友人、親戚に対し感謝の言葉を口にする。15日、自身の自然保護運動を振り返り、俳人としての自然との係わり方、社会活動についてを一時間程まどかに語る。
2020年10月21日、病気のため死去。90歳没。23日熱海市泉の福泉寺にて通夜、24日葬儀。12月6日に四十九日の法要が営まれる。本来の四十九日である12月8日は釈迦が悟りを開いた日成道会に重なる。
『俳句αあるふぁ』冬号に新作十句「京しぐれ」と短文が掲載される。これが総合誌への最後の発表となる。
2021年、『俳句』2月号 黛執追悼特集、『俳壇』2月号「追悼・黛執」、『俳句αあるふぁ』春号に岩岡中正の私が選んだ2020年の秀句に「さびしさは散る花よりも残る花」が掲載。『俳句αあるふぁ』増刊号＜追悼忘れ得ぬ俳人たち2020＞に島崎寛永の「黛執」作品論「風景から世界を捉え直す」と同氏選の20句が掲載される。『潮』5月号に中西進が病床吟「音たてて星の流るる故郷かな」他の句を引き追悼文「宇宙の韻き」を寄稿。『春野』2020年10月号から2021年1月号まで、病床で詠んだ俳句が発表される。没後1年数か月にわたって未発表句が結社誌に掲載されることは稀有である。
10月9日、福泉寺にて一周忌の法要が営まれる。
2022年、『春野』2022年1月号に生前に病床で詠んだ新作句十句「冬を待つ」が掲載される。これを以て新作句の発表が終わる。
2022年10月、『黛執全句集』を角川文化振興財団より刊行。

## 著書
- 第一句集『春野 黛執集』（現代俳句選書）東京美術 1981
- 第二句集『村道』（現代俳句新鋭集）東京美術 1986/1/1
- 第三句集『朴ひらくころ』（今日の俳句叢書）角川書店  1995/8/1
- 『黛執』（花神現代俳句）花神社 1998/8/1
- 第四句集『野面積 句集』 （新世紀俳句叢書） 本阿弥書店 2003/4/1
- 第五句集『畦の木 句集』角川マガジンズ 2009/1/1
- 第六句集『煤柱 句集』（角川俳句叢書 日本の俳人100）角川学芸出版 2013/11/23
- 第七句集『春の村 句集』KADOKAWA 2016/5/24
- 第八句集『春がきて 句集』KADOKAWA 2020/3/27
- 『黛執全句集』KADOKAWA 2020/10/17

## 代表句
- 雨だれといふあかときの春のおと　　『春野』
- 振り返つてみたくて上る春の坂
- 大杉の真下を通る帰省かな
- 身の中を日暮が通る西行忌
- 原爆図中みな手を垂るる西日かな　　『村道』
- 年の火に今生の身のうらおもて
- 眺めゐる老人もまた初景色　　　　　『朴ひらくころ』
- ひたすらにそよいでゐたり余り苗
- かざす手に鎌傷しるき盆踊
- 啓蟄の土をほろほろ野面積　　　　　『野面積』
- 海見えてきし遠足の乱れかな
- ぐんぐんと山が濃くなる帰省かな
- 朴の木に朴の花泛く月夜かな　　　　『畦の木』
- 滝壺の中より滝の立ち上がる
- ふんはりと峠をのせて春の村
- どの家も暖かさうに灯りけり　　　　『煤柱』
- 短くて淡くて涼し老の夢　　　　　　『春の村』
- 晩年の今かなかなの声の中
- 春がきて日暮が好きになりにけり　　『春がきて』
- 青空を少しのこして梅雨に入る　　　『春がきて』以後
- うれしくてたまらぬやうに初つばめ
- 街の灯の身に入みながらともりけり